# Alexander-Lange-Kielland-Denkmal

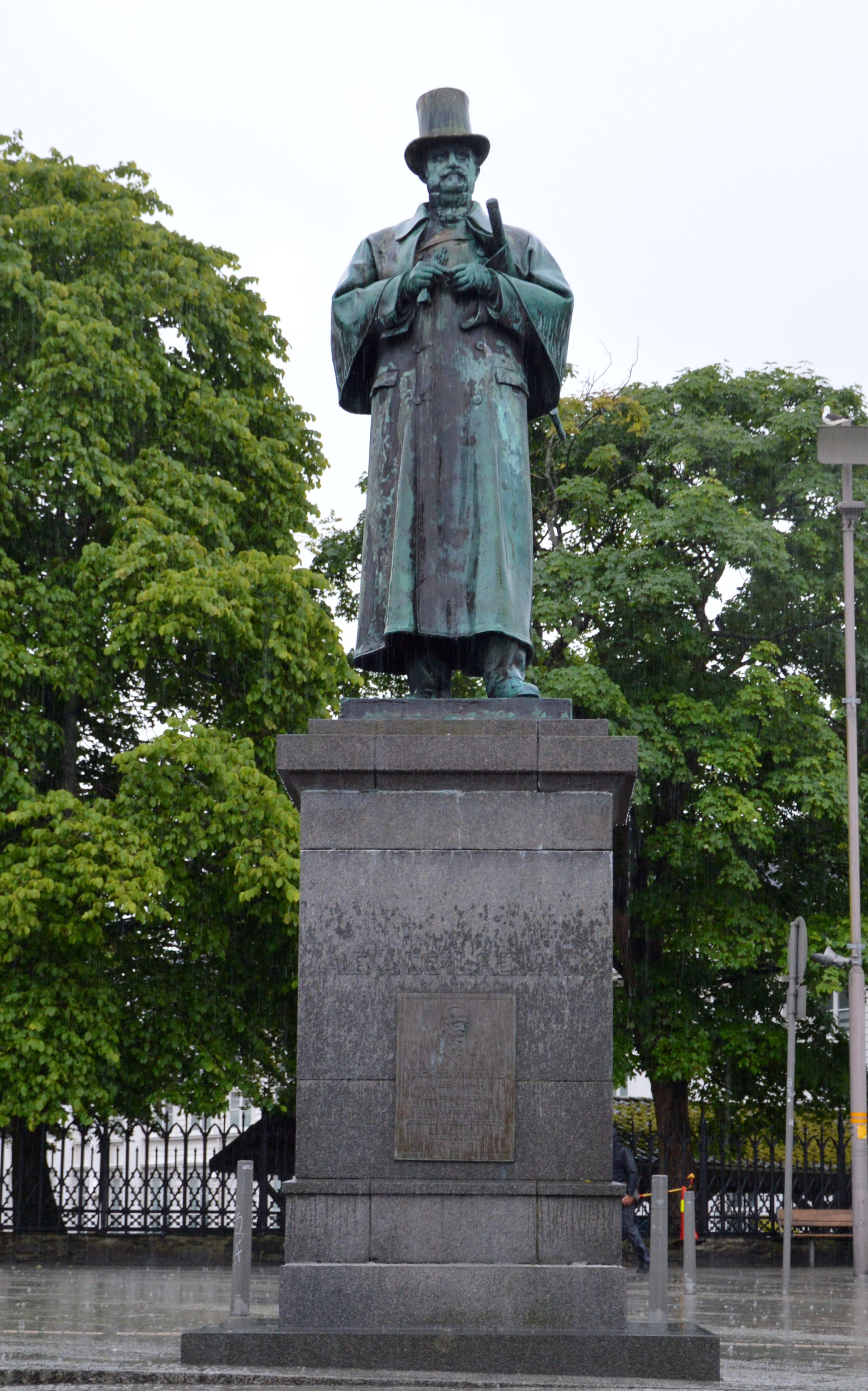
Alexander-Lange-Kielland-Denkmal in Stavanger, 2017

Das Alexander-Lange-Kielland-Denkmal ist ein für den norwegischen Autor Alexander Lange Kielland errichtetes Denkmal in der norwegischen Stadt Stavanger westlich vor der Stavanger Domkirke auf dem Torget.

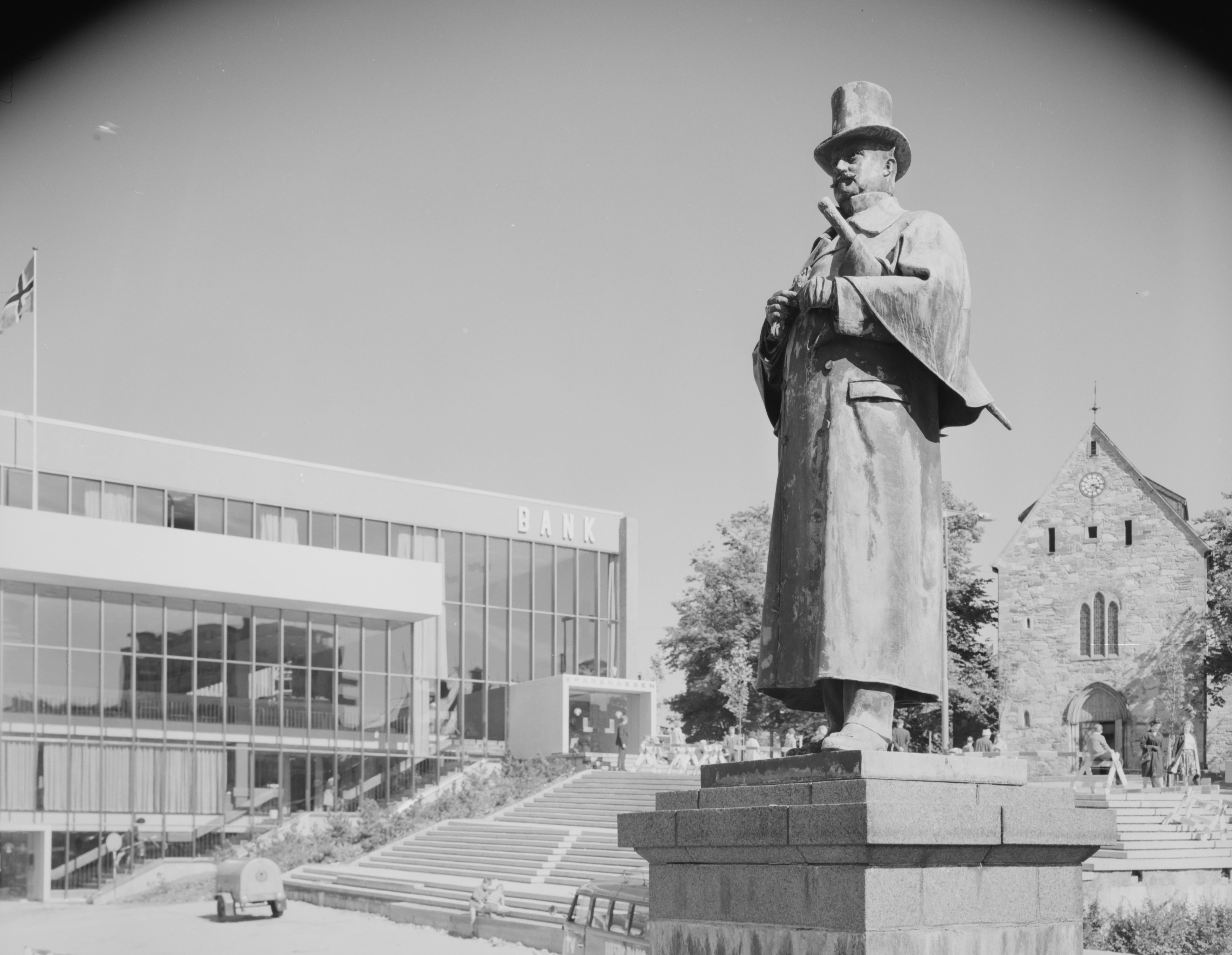
Vor 1963

Das Denkmal wurde im Jahr 1928 vom Bildhauer Magnus Vigrestad geschaffen und am 6. Mai 1928 enthüllt. Die Finanzierung erfolgte durch Spenden. Es zeigt eine Kielland darstellende, auf einem hohen steinernen Sockel stehende, Statue, die ihren Blick zum Horizont richtet.
An der Vorderseite des Sockels befindet sich eine Tafel, die als Relief ein Porträt Vigrestads zeigt und die Statue als sein Hauptwerk bezeichnet.